# نیو تاون (داکوتای شمالی)
نیو تاون(به انگلیسی: New Town) شهری در ایالت داکوتای شمالی کشور ایالات متحده آمریکا است که جمعیت آن در سرشماری سال ۲۰۱۰ میلادی، ۱٬۹۲۵ نفر بوده‌است.